# Narewka
Narewka (en biélorusse Нараўка/Narauka) est un village dans la voïvodie polonaise de Podlachie (Powiat de Hajnowski), près de la frontière avec le Bélarus. Beaucoup d'habitants appartiennent à la minorité biélorusse en Pologne.

## Histoire
En 1639 Tomasz Wydra Polkowski y a créé une mine de fer. L'économie du lieu était marquée par la métallurgie qui a laissé de nombreuses scories.
Sur le territoire de l'actuelle commune de Narewka s'établirent au XVIIIe siècle quatre fermes : Grodzisk, Lewkowo, Luka et Siemianowka. Lors du Troisième Partage de la Pologne en 1795 Narewka revint à la Russie.
Dans la deuxième moitié du XIXe siècle, mais à une date qui n'est pas connue exactement, Narewka reçut le droit urbain. En 1888 la commune comptait environ 860 habitants, dont 780 Juifs. La ligne ferroviaire Hajnowka - Wołkowysk passait par la localité depuis 1908.
Dans l'entre-deux-guerres on y trouvait des petites entreprises industrielles, une usine d'essence de térébenthine, la verrerie de Hackiel et un moulin à vent.
Pendant la Seconde Guerre mondiale, la localité n'a pas été détruite, mais beaucoup de Juifs qui y habitaient furent victimes de l'holocauste.

## Religions
Le village dispose d'une église catholique et d'une église orthodoxe. Il y avait en outre une synagogue, mais elle a été détruite par la population juive elle-même, car elle la considérait comme profanée du fait qu'elle avait été utilisée comme entrepôt par l'armée Rouge en 1939.

## Curiosités
- Parc national de Białowieża
- Réserves naturelles de Wilczy SzIak, Gluszec, Dolina Waliczowki, Siemianowka
- Monuments naturels (62 arbres différents et 4 blocs de roche dus aux glaciations)
- Lac artificiel de Siemianowka (3250 ha)
- Narewkatal
- Sentiers de randonnée de Wilczy Szlak, Wokol uroczyska Gluszec (dans le parc national de Bialowieza), Bialowieza, Narewka, Narewka, Masiewo, Babia Gora, Siemianowka, Stary Dwor, Michalowo (en projet) et le sentier pédagogique Pod Debami dans le complexe de promotion de la forêt de Puszcza Bialowieska à Swinoroje avec des places pour feux de camp et terrain de camping.

## Source
- (de) Cet article est partiellement ou en totalité issu de l’article de Wikipédia en allemand intitulé « Narewka » (voir la liste des auteurs).

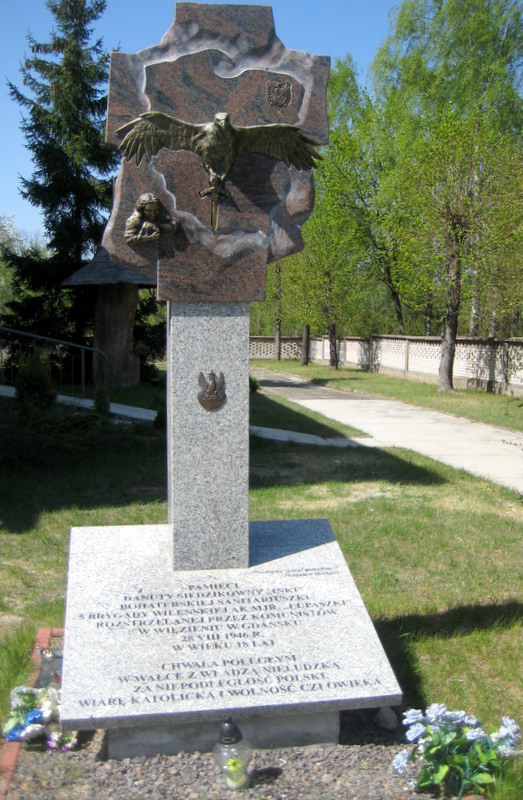
Memorial for Danuta Siedzikówna